# Eishockey-Weltmeisterschaft der Junioren 1984
Die Eishockey-Weltmeisterschaft der Junioren 1984 war die achte Austragung der Weltmeisterschaft in der Altersklasse der Unter-20-Jährigen (U20) durch die Internationale Eishockey-Föderation IIHF. Der Titelverteidiger aus der Sowjetunion gewann seinen sechsten Weltmeistertitel in der U20-Altersklasse.
Die A-Weltmeisterschaft fand vom 25. Dezember 1983 bis zum 3. Januar 1984 in den schwedischen Städten Norrköping und Nyköping statt. Die B-Weltmeisterschaft wurde vom 19. bis 25. März 1984 in Caen in Frankreich ausgetragen. Die C-Gruppe vom wurde vom 25. bis 31. März in Varese in Italien ausgespielt. Insgesamt nahmen 23 Länder den drei Turnieren teil.
Wie 1980 fand im Olympiajahr 1984 keine Eishockey-Weltmeisterschaft der Herren statt, so dass die Junioren-Weltmeisterschaft die einzige Eishockey-Weltmeisterschaft dieses Jahres war.

## A-Weltmeisterschaft
Die Weltmeisterschaft fand in den schwedischen Städten Norrköping und Nyköping statt. Junioren-Weltmeister wurde das Team der UdSSR. Das Team aus der Schweiz stieg ab und wurde durch Aufsteiger Polen ersetzt.

### Modus
Zugelassen waren Spieler unter 20 Jahren (U-20). Es nahmen acht Mannschaften teil, die in einer gemeinsamen Gruppe je einmal gegen jeden Gruppengegner antraten. Weltmeister wurde der Gruppensieger. Der Letzte stieg in die B-Weltmeisterschaft ab. 

### Spiele und Abschlusstabelle
| Pl. |                  | Sowjetunion | Finnland | Tschechoslowakei | Kanada | Schweden | Vereinigte Staaten | Deutschland BR | Schweiz | Sp | S | U | N | Tore  | Punkte |
| --- | ---------------- | ----------- | -------- | ---------------- | ------ | -------- | ------------------ | -------------- | ------- | -- | - | - | - | ----- | ------ |
| 1.  | UdSSR            |             | 3:1      | 6:4              | 3:3    | 8:2      | 7:4                | 9:1            | 14:2    | 7  | 6 | 1 | 0 | 50:17 | 13: 1  |
| 2.  | Finnland         | 1:3         |          | 8:7              | 4:2    | 4:1      | 7:2                | 8:2            | 12:4    | 7  | 6 | 0 | 1 | 44:21 | 12: 2  |
| 3.  | Tschechoslowakei | 4:6         | 7:8      |                  | 6:4    | 5:2      | 10:1               | 6:1            | 13:2    | 7  | 5 | 0 | 2 | 51:24 | 10: 4  |
| 4.  | Kanada           | 3:3         | 2:4      | 4:6              |        | 6:2      | 5:2                | 7:0            | 12:0    | 7  | 4 | 1 | 2 | 39:17 | 09: 5  |
| 5.  | Schweden         | 2:8         | 2:4      | 2:5              | 2:6    |          | 4:1                | 11:2           | 5:2     | 7  | 3 | 0 | 4 | 27:28 | 06: 8  |
| 6.  | USA              | 4:7         | 2:7      | 1:10             | 2:5    | 1:4      |                    | 10:2           | 12:3    | 7  | 2 | 0 | 5 | 32:38 | 04:10  |
| 7.  | BR Deutschland   | 1:9         | 2:8      | 1:6              | 0:7    | 2:11     | 2:10               |                | 4:3     | 7  | 1 | 0 | 6 | 12:54 | 02:12  |
| 8.  | Schweiz          | 2:14        | 4:12     | 2:13             | 0:12   | 2:5      | 3:12               | 3:4            |         | 7  | 0 | 0 | 7 | 16:72 | 00:14  |

### Beste Scorer
Abkürzungen: Sp = Spiele, T = Tore, V = Assists, Pkt = Punkte, SM = Strafminuten; Fett: Turnierbestwert
| Spieler                 | Mannschaft       | Sp | T  | V  | Pkt | SM |
| ----------------------- | ---------------- | -- | -- | -- | --- | -- |
| Raimo Helminen          | Finnland         | 7  | 11 | 13 | 24  | 4  |
| Petr Rosol              | Tschechoslowakei | 7  | 10 | 5  | 15  | 23 |
| Alexander Tschornych    | UdSSR            | 7  | 7  | 7  | 14  | 12 |
| Russ Courtnall          | Kanada           | 7  | 7  | 6  | 13  | 0  |
| Nikolai Borschtschewski | UdSSR            | 7  | 6  | 7  | 13  | 4  |
| Esa Tikkanen            | Finnland         | 7  | 8  | 4  | 12  | 8  |
| Esa Keskinen            | Finnland         | 7  | 4  | 8  | 12  | 0  |
| Sergei Nemtschinow      | UdSSR            | 7  | 5  | 6  | 11  | 2  |
| Alfie Turcotte          | USA              | 7  | 2  | 9  | 11  | 2  |
| Petr Klíma              | Tschechoslowakei | 7  | 6  | 4  | 10  | 22 |

### Titel, Auf- und Abstieg
| Weltmeister UdSSR | Jewgeni Beloscheikin, Igor Boldin, Nikolai Borschtschewski, Juri Chmyljow, Alexei Gussarow, Wassili Kamenew, Andrei Lomakin, Alexandr Lyssenko, Igor Martynow, Aleh Mikultschyk, Sergei Nemtschinow, Sergei Schendelew, Alexander Semak, Alexander Smirnow, Michail Tatarinow, Alexei Tscherwjakow, Jewgeni Tschischmin, Alexander Tschornych, Igor Wjasmikin, Sergei Wostrikow Trainerstab: Igor Dmitrijew, Anatoli Bogdanow |

| Silber Finnland | Ari Haanpää, Erik Hämäläinen, Raimo Helminen, Iiro Järvi, Janne Karelius, Esa Keskinen, Pekka Laksola, Harri Laurila, Reijo Mikkolainen, Mikko Mäkelä, Jarmo Myllys, Joel Paunio, Tommi Pohja, Christian Ruuttu, Vesa Salo, Ville Sirén, Ari Suutari, Esa Tikkanen, Jari Torkki, Jarmo Uronen Trainer: |

| Bronze Tschechoslowakei | Petr Bříza, Libor Dolana, Petr Holubář, Ernest Hornák, Miloš Hrubeš, Jiří Jiroutek, Vladimír Kameš, Kamil Kašťák, Petr Klíma, Lumír Kotala, František Musil, Jiří Paška, Stanislav Pavelec, Ivo Pešat, Jozef Pethö, Michal Pivoňka, Petr Rosol, Martin Střída, Petr Svoboda, Igor Talpaš Trainerstab: František Pospíšil, Václav Červený |

| Absteiger:  | Schweiz |
| Aufsteiger: | Polen   |

### Auszeichnungen
Spielertrophäen
| Auszeichnung       | Spieler         | Team     |
| ------------------ | --------------- | -------- |
| Bester Torhüter    | Allan Perry     | USA      |
| Bester Verteidiger | Alexei Gussarow | UdSSR    |
| Bester Stürmer     | Raimo Helminen  | Finnland |

All-Star-Team
| Angriff:      | Petr Rosol − Raimo Helminen − Nikolai Borschtschewski |
| Verteidigung: | František Musil − Alexei Gussarow                     |
| Tor:          | Jewgeni Beloscheikin                                  |

## B-Weltmeisterschaft
in Caen, Frankreich

### Vorrunde
| Team          | AUT | NOR  | FRA  | ROM  | Tore  | Pkt. |
| ------------- | --- | ---- | ---- | ---- | ----- | ---- |
| 1. Österreich |     | 6:4  | 5:4  | 4:2  | 15:10 | 6:0  |
| 2. Norwegen   | 4:6 |      | 7:3  | 11:2 | 22:11 | 4:2  |
| 3. Frankreich | 4:5 | 3:7  |      | 12:5 | 19:17 | 2:4  |
| 4. Rumänien   | 2:4 | 2:11 | 5:12 |      | 9:27  | 0:6  |

| Team           | POL | JPN  | NED | DAN  | Tore  | Pkt. |
| -------------- | --- | ---- | --- | ---- | ----- | ---- |
| 1. Polen       |     | 6:6  | 8:4 | 6:2  | 20:12 | 5:1  |
| 2. Japan       | 6:6 |      | 6:6 | 10:1 | 22:13 | 4:2  |
| 3. Niederlande | 4:8 | 6:6  |     | 3:1  | 13:15 | 3:3  |
| 4. Dänemark    | 2:6 | 1:10 | 1:3 |      | 4:19  | 0:6  |

### Meister- und Abstiegsrunde
| Team          | POL   | AUT   | JPN   | NOR   | Tore  | Pkt. |
| ------------- | ----- | ----- | ----- | ----- | ----- | ---- |
| 1. Polen      |       | 4:2   | (6:6) | 5:4   | 15:12 | 5:1  |
| 2. Österreich | 2:4   |       | 5:3   | (6:4) | 13:11 | 4:2  |
| 3. Japan      | (6:6) | 3:5   |       | 5:3   | 14:14 | 3:3  |
| 4. Norwegen   | 4:5   | (4:6) | 3:5   |       | 11:16 | 0:6  |

| Team           | NED   | FRA    | ROM    | DAN   | Tore  | Pkt. |
| -------------- | ----- | ------ | ------ | ----- | ----- | ---- |
| 1. Niederlande |       | 6:4    | 3:1    | (3:1) | 12:6  | 6:0  |
| 2. Frankreich  | 4:6   |        | (12:5) | 5:2   | 21:13 | 4:2  |
| 3. Rumänien    | 1:3   | (5:12) |        | 5:3   | 11:18 | 2:4  |
| 4. Dänemark    | (1:3) | 2:5    | 3:5    |       | 6:13  | 0:6  |

### Abschlussplatzierung
| Pl. | Team        |
| --- | ----------- |
| 1   | Polen       |
| 2   | Österreich  |
| 3   | Japan       |
| 4   | Norwegen    |
| 5   | Niederlande |
| 6   | Frankreich  |
| 7   | Rumänien    |
| 8   | Dänemark    |

### Auf- und Absteiger
| Aufsteiger in die A-Gruppe: | Polen    |
| Absteiger aus der A-Gruppe: | Schweiz  |
| Absteiger in die C-Gruppe:  | Dänemark |
| Aufsteiger in die B-Gruppe: | Italien  |

## C-Weltmeisterschaft
in Varese, Italien

### Vorrunde
| Team         | HUN  | BUL | BEL | ITA B | Tore | Pkt. |
| ------------ | ---- | --- | --- | ----- | ---- | ---- |
| 1. Ungarn    |      | 3:3 | 6:2 | 10:1  | 19:6 | 5:1  |
| 2. Bulgarien | 3:3  |     | 5:3 | 5:0   | 13:6 | 5:1  |
| 3. Belgien   | 2:6  | 3:5 |     | 4:2   | 9:13 | 2:4  |
| 4. Italien B | 1:10 | 0:5 | 2:4 |       | 3:19 | 0:6  |

| Team              | ITA  | ESP | GBR  | AUS  | Tore  | Pkt. |
| ----------------- | ---- | --- | ---- | ---- | ----- | ---- |
| 1. Italien        |      | 2:2 | 12:4 | 16:2 | 30:8  | 5:1  |
| 2. Spanien        | 2:2  |     | 7:3  | 5:4  | 14:9  | 5:1  |
| 3. Großbritannien | 4:12 | 3:7 |      | 7:5  | 14:24 | 2:4  |
| 4. Australien     | 2:16 | 4:5 | 5:7  |      | 11:28 | 0:6  |

### Meister- und Platzierungsrunde
| Team         | ITA   | BUL   | HUN   | ESP   | Tore  | Pkt. |
| ------------ | ----- | ----- | ----- | ----- | ----- | ---- |
| 1. Italien   |       | 3:1   | 8:5   | (2:2) | 13:8  | 5:1  |
| 2. Bulgarien | 1:3   |       | (3:3) | 10:3  | 14:9  | 3:3  |
| 3. Ungarn    | 5:8   | (3:3) |       | 10:4  | 18:15 | 3:3  |
| 4. Spanien   | (2:2) | 3:10  | 4:10  |       | 9:22  | 1:5  |

| Team              | BEL   | GBR   | AUS   | ITA B | Tore  | Pkt. |
| ----------------- | ----- | ----- | ----- | ----- | ----- | ---- |
| 1. Belgien        |       | 9:2   | 8:3   | (4:2) | 21:7  | 6:0  |
| 2. Großbritannien | 2:9   |       | (7:5) | 6:3   | 15:17 | 4:2  |
| 3. Australien     | 3:8   | (5:7) |       | 5:1   | 13:16 | 2:4  |
| 4. Italien B      | (2:4) | 3:6   | 1:5   |       | 6:15  | 0:6  |

Italien B spielte außer Konkurrenz

### Abschlussplatzierung
| Pl. | Team           |
| --- | -------------- |
| 1   | Italien        |
| 2   | Bulgarien      |
| 3   | Ungarn         |
| 4   | Spanien        |
| 5   | Belgien        |
| 6   | Großbritannien |
| 7   | Australien     |
| 8   | Italien B      |

### Auf- und Absteiger
| Aufsteiger in die B-Gruppe: | Italien  |
| Absteiger aus der B-Gruppe: | Dänemark |